# کینگستر (کارولینای جنوبی)
کینگستر(به انگلیسی: Kingstree) شهری در ایالت کارولینای جنوبی کشور ایالات متحده آمریکا است که جمعیت آن در سرشماری سال ۲۰۱۰ میلادی، ۳٬۳۲۸ نفر بوده‌است.